# Gerard Barrett
Gerard Barrett, född 31 december 1956, är en australisk friidrottare. Han deltog vid olympiska sommarspelen 1980.